# Мощун
Мощу́н —  село в Україні, у Бучанському районі Київської області. Населення становить 794 осіб. Входить до складу Гостомельської селищної громади. 

## Населення
Станом на 1886 рік у селі мешкало 203 осіб, з них лише 43 особи з наділами загальною площею у 298 десятин землі.

## Топоніми
Колись село називалося Пильнею, оскільки місцевим промислом були пильні лісу. В селі досі є кілька характерних пилень, огороджених високими парканами з довгих дерев'яних дощок неправильної форми. Сучасна назву село дістало завдяки тому, що в його околиці мостили шляхи через болота.
Урбаноніми
У зв'язку з декомунізацією перейменовано вулиці Леніна, Кірова та Жовтневу відповідно на Вишневу, Миру та Озерну з відповідними номерами домогосподарств, а також провулку Леніна на провулок Вишневий.

### Урочища
Назва місцевого урочища Кимерка, очевидним чином, зберігає пам'ять про древнє плем'я кіммерійців.

## Історія
Згадано в універсалі Богдана Хмельницького від 21 березня 1656 року, за яким разом з містечком Вишгородом та селом Петрівці дароване Межигірському монастирю. 
У селі проходили зйомки серіалів «Свати» та «Повернення Мухтара». І зараз краєвиди села часто використовують для зйомок серіалів і ТБ.
Поруч села є випробувальний полігон транспорту «Капвей».
У 2016 році була відкрита та освячена Церква Івана Богослова.

### Російсько- українська війна (з 2022)
Битва за Мощун стала однією з найважливіших битв оборони Києва в березні 2022 року. Мощун став одним із форпостів який зупинив російські окупаційні війська на підступах до Києва.
Під час важких боїв у селі Мощун було знищено 2 тисячі будинків із 2,8 тисяч.
Поблизу села під час російського вторгнення в Україну 2022 року (12-14 березня 2022 року) загинула бойовий медик 72-ї окремої механізованої бригади імені Чорних Запорожців Кваша Ніна Петрівна (1998—2022), а також старший лейтенант Бадрі Лолашвілі (1980—2022), головний сержант Олександр Марченко (1965-2022) - народний депутат України 8 скликання, солдати Міненко Дмитро Володимирович (1999—2022) і Олександр Лянга (1979-2022).
Більшість будинків було зруйновано російськими окупантами під час спроби штурму Києва.
У селі в розбомбленій хаті знайшли Півника васильківської майоліки.
В березні 2022 був пошкоджений храм в наслідок обстрілів.

## Пам'ятники, меморіали
У селі є братська могила воїнів Радянської армії, що загинули в роки Німецько-радянської війни. Серед імен, викарбуваних на граніті, є ім'я Героя Радянського Союзу старшого сержанта Скушнікова Георгія Арсенійовича.
У лісі біля села Мощун розташований Меморіал пам’яті «Янголи Перемоги» — присвячений загиблим українським воїнам у битві за Мощун, що тривала з 5 березня по 21 березня 2022 року на початковій фазі російського вторгнення в Україну.

## Персоналії
Юрій Кочержинський — майстер народних інструментів та учень традиційного бандуриста, художника та поета Миколи Будника.

## Галерея

Братська могила воїнів Радянської армії, які загинули під час визволення села в роки німецько-радянської війни
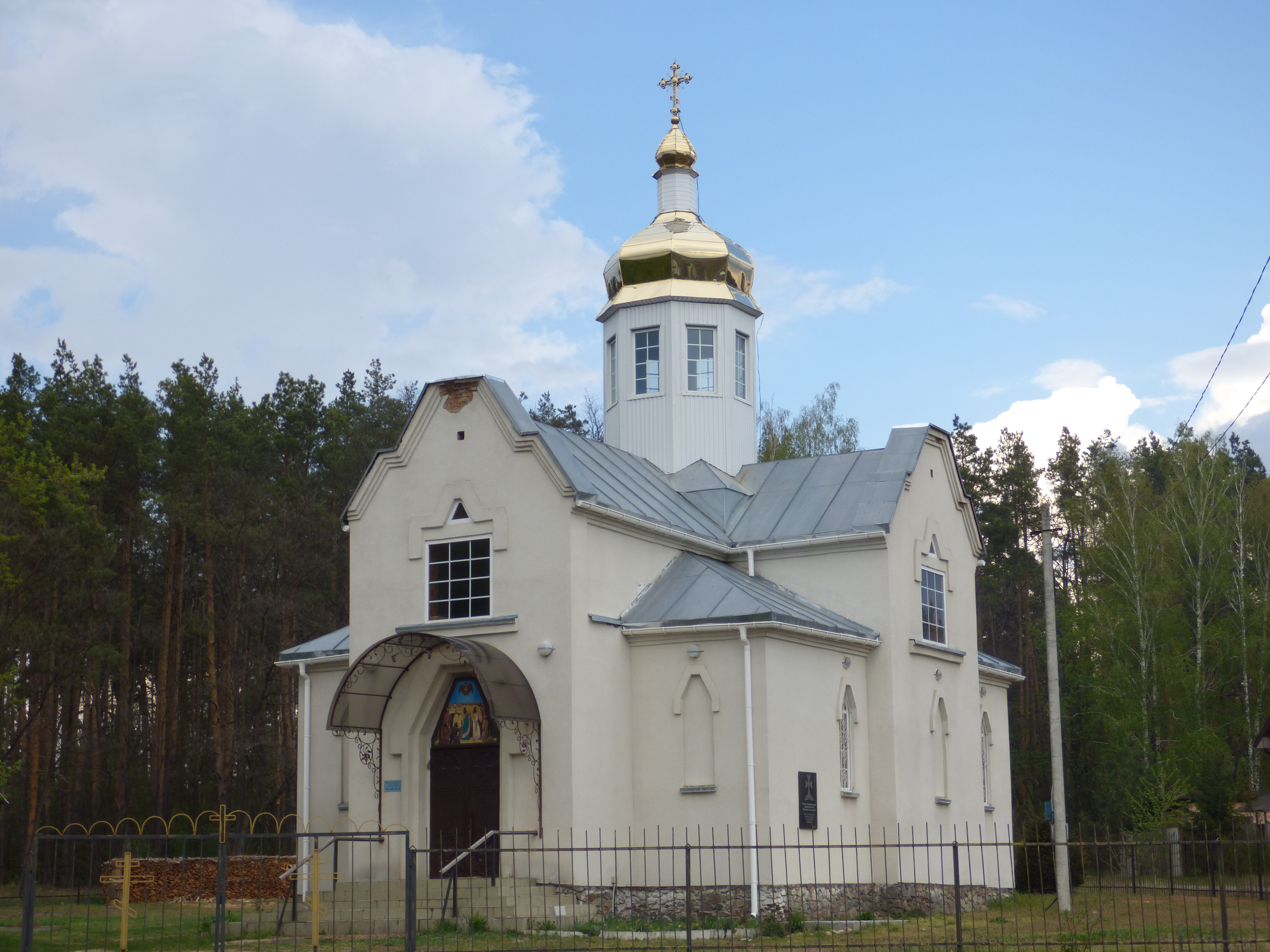
Мощун, церква
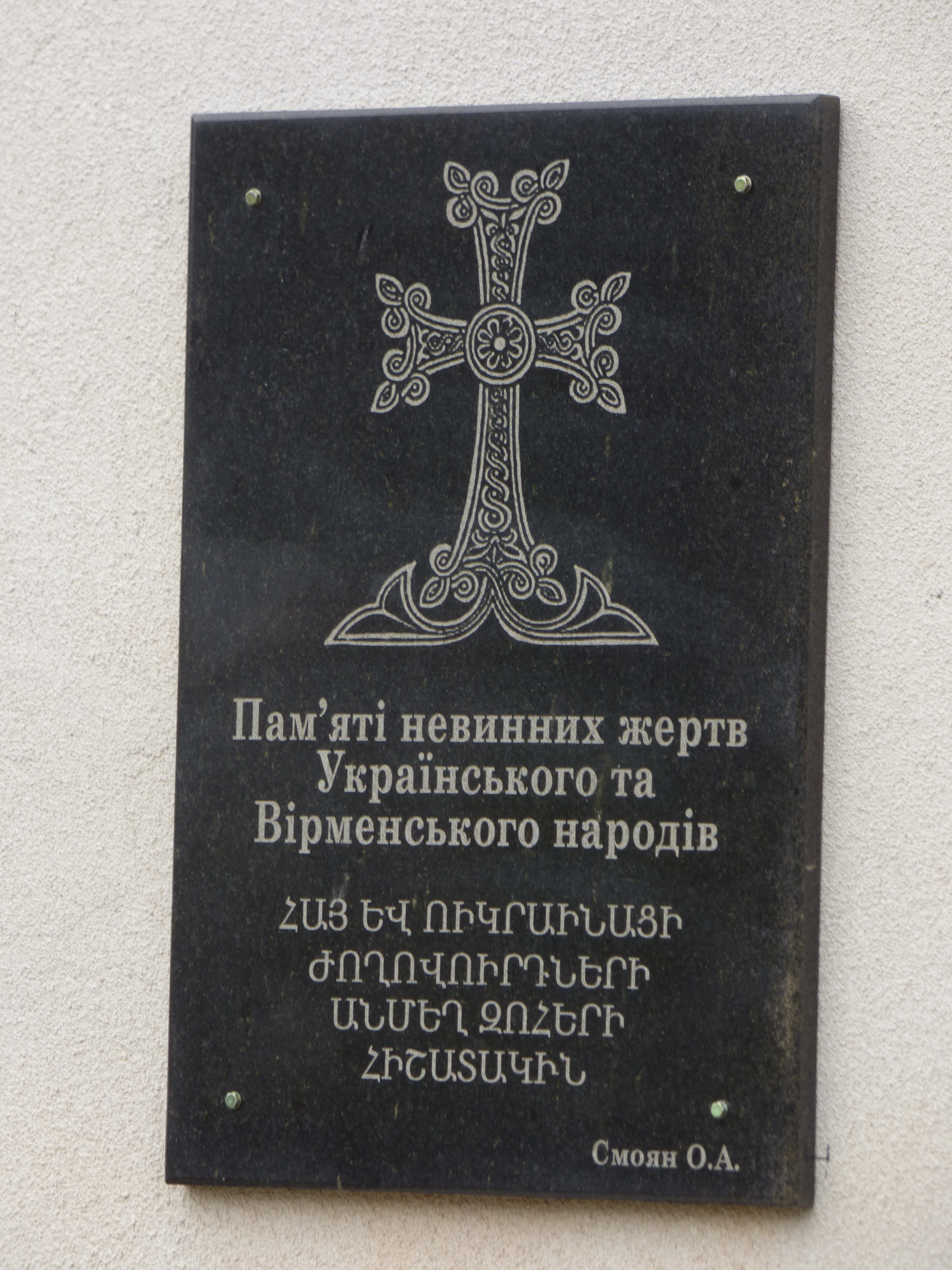
Мощун, меморіальна дошка на будівлі церкви
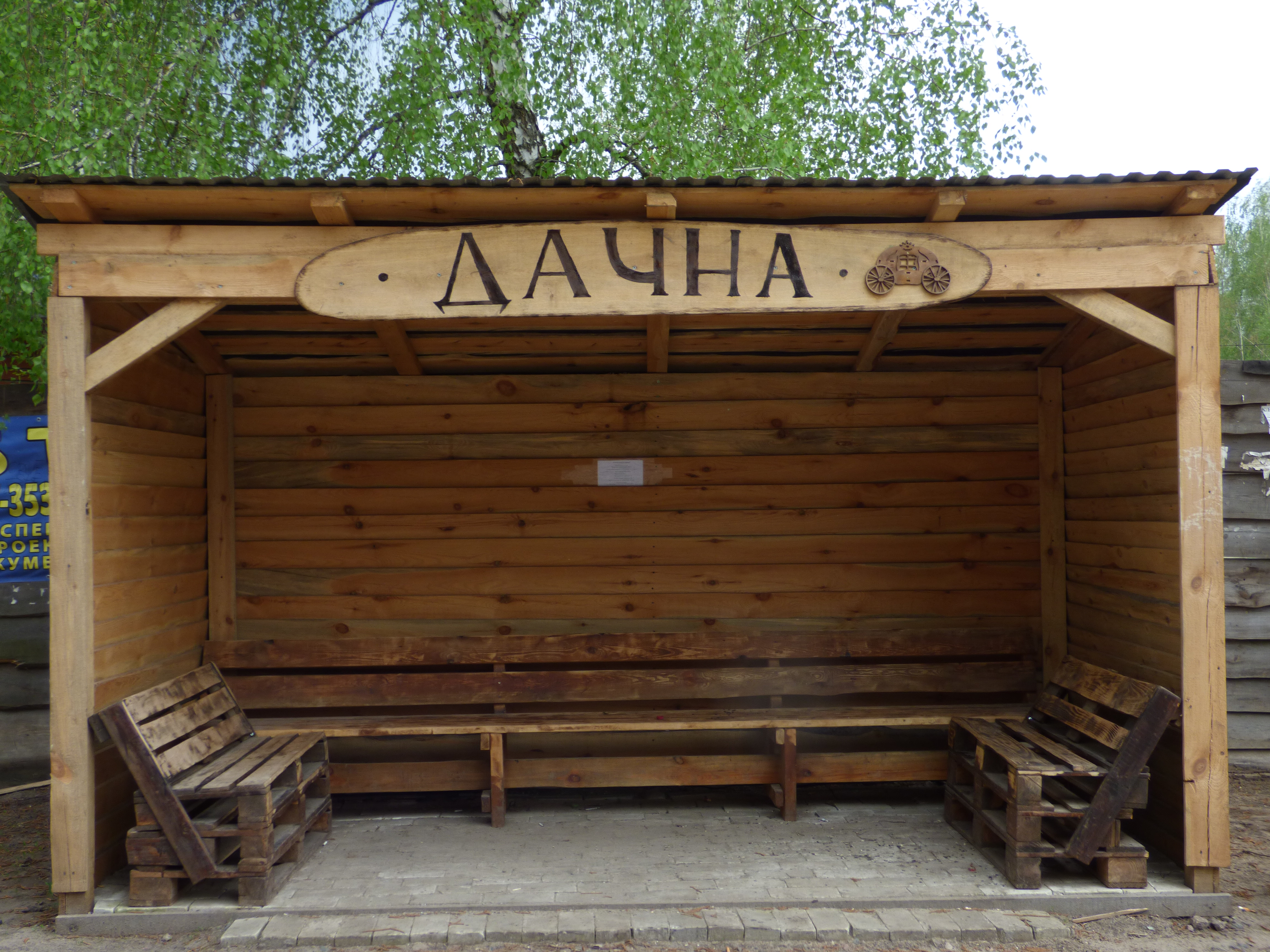
Мощун, зупинка
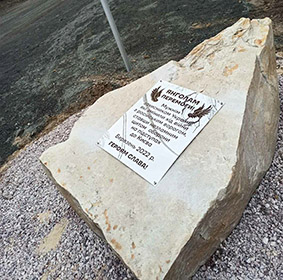
Меморіал пам’яті «Янголи Перемоги»